# Isabelle Ciaravola
Isabelle Ciaravola (dîtes "La Ciaravola", "Les Jambes de l'Opéra"), née à Ajaccio le 12 mars 1972, est une danseuse étoile française du Ballet de l'Opéra national de Paris.

## Biographie

### Débuts
Isabelle Ciaravola commence la danse enfant à Ajaccio dans les cours de Patricia Portal-Gozzi. Démontrant un talent certain, elle se fait remarquer par Christiane Vaussard lors d'un stage de danse sur le continent. À la suite de cette rencontre elle quitte la Corse pour intégrer le Conservatoire de Paris en 1985, dans la classe de cette même Christiane Vaussard, et en ressort avec le premier prix en 1988. 

### À l'Opéra de Paris
Cette récompense lui permet d'intégrer aussitôt la deuxième division de l'École de danse de l'Opéra national de Paris.
En 1990, 18 ans, Isabelle Ciaravola est engagée dans le corps de ballet de la compagnie. 
Dès 1991, elle obtient le grade de quadrille, puis de coryphée en 1993, mais ce n'est qu'en 2000 qu'elle est promue sujet, avant de passer première danseuse trois ans après. Elle sera nommée étoile le 16 avril 2009.

### Danseuse étoile
Isabelle Ciaravola est nommée étoile le 16 avril 2009, à l'âge de 37 ans, à l'issue de la première d'Onéguine de John Cranko (entrée au répertoire). Le même soir, Mathias Heymann est lui aussi nommé danseur étoile. 

### Sur scène
Elle développe depuis un partenariat privilégié avec le danseur étoile Hervé Moreau, et fait à la rentrée 2009 ses débuts dans le rôle-titre de Giselle.
En mars 2010 cependant, Isabelle Ciaravola se blesse assez sérieusement à la cheville lors d'une répétition d'In the night (de Jerome Robbins) et ne peut remonter sur scène avant le mois de septembre : elle fait son retour dans Le Rendez-vous de Roland Petit, avec un rôle en talons aiguilles et non pas sur pointes, sa cheville restant trop fragile.
Souvent surnommée les Jambes de l'Opéra par les amateurs de ballet, en raison de la longueur de celles-ci, ou "La Ciaravola", en raison de sa personnalité très forte et de son caractère "trempé" ("un euphémisme", dira l'un de ses partenaires Danseur Étoile), Isabelle Ciaravola est acclamée pour ses interprétations très justes de ses rôles, la pureté élégante de sa danse et son exceptionnel talent de tragédienne qui, selon les journalistes spécialisés, reste inégalé. En cela, elle est fort appréciée par les critiques et donc régulièrement distribuée dans les tournées, nationales comme internationales, de l'Opéra de Paris.
En 2014, outre ses engagements à l'Opéra de Paris où elle interprète Le Parc (Angelin Preljocaj) en décembre, elle danse une série de galas en France (à Bastia, Lyon etc.) et à l'international (au Japon notamment). Elle fait également partie des danseurs engagés dans le spectacle de Nicolas Le Riche  Itinérances où elle interprète Le Jeune Homme et la Mort de Roland Petit. 

### Professeur de danse
Elle anime de nombreux stages de danse et devient en septembre 2014 professeur au sein du Conservatoire national supérieur de musique et de danse de Paris, où elle avait jadis étudié.

### Activités hors de l'Opéra de Paris
Isabelle Ciaravola signe la collection 2013 de vêtements de danse de la marque Ballet Rosa.

### Adieux
Le 28 février 2014, elle fait ses « adieux » à la scène de l'Opéra de Paris sur le ballet Onéguine de John Cranko aux côtés d'Hervé Moreau et Karl Paquette, ballet sur lequel elle avait été nommée Étoile. La salle de Garnier lui fait un triomphe. Le public, qui s'était arraché les places, salue son départ debout pendant trente minutes d'applaudissements ininterrompus. Un hommage qui n'avait pas raisonné sous le plafond de Chagall depuis les adieux faits à Noureev en 1992.

## Répertoire
- Le Papillon
- Stepping Stones
- Bella Figura
- La Bayadère : une ombre, danse Djampo, Nikiya
- Le Parc (création mondiale)
- La Belle au bois dormant : la Chatte Blanche, la première Fée
- Casse-noisette : danse arabe
- Paquita : une gitane, Doña Serafina
- Roméo et Juliette : Rosaline, Juliette
- Clavigo : l'Étrangère
- Passacaille
- Don Quichotte : une amie de Kitri, la Reine des Dryades
- Le Lac des cygnes : pas de trois, un des quatre Grands Cygnes
- Suite en blanc : Adage, Flûte, Sieste, Cigarette
- Sérénade
- Liebeslieder Walzer
- La Septième Lune
- Les Mirages : la Femme
- La Sylphide : pas de deux des Écossais, rôle-titre
- Cendrillon : sœur, Printemps
- L'Arlésienne : Vivette
- La Petite Danseuse de Degas : la Danseuse Étoile
- Approximate Sonata
- Genus
- La Dame aux camélias : Manon Lescaut, Marguerite Gautier
- Proust ou les Intermittences du cœur : Albertine
- Glass Pieces
- Répliques
- Raymonda : Henriette
- Les Enfants du paradis : Garance
- Troisième Symphonie de Mahler : Ange
- Joyaux : Émeraude, Diamant
- Onéguine : Tatiana
- Giselle : Giselle
- Le Spectre de la rose : la Jeune fille
- Le Rendez-Vous
- O Zlozny O Composite

## Distinctions
- 2010 : nommée aux Prix Benois de la danse pour son interprétation de Giselle.
- 2011 : Chevalier de l'Ordre des Arts et des Lettres.
- 2012 : Chevalier de la Légion d'Honneur

## Filmographie
- Paquita, avec Agnès Letestu, José Martinez et les danseurs de l'Opéra de Paris
- La Sylphide, avec Aurélie Dupont, Mathieu Ganio et les danseurs de l'Opéra de Paris
- Joyaux, avec Agnès Letestu, Jean-Guillaume Bart, Émilie Cozette, Marie-Agnès Gillot, et les danseurs de l'Opéra de Paris
- Les Cahiers retrouvés de Nina Vyroubova de Dominique Delouche (1996)
- Balanchine in Paris de Dominique Delouche (2011)

Elle apparaît également dans le film de Dominique Delouche Serge Lifar Musagète, en 2005.